# Jon Brion
Jon Brion (Glen Ridge, Nova Jersey, 11 de desembre de 1963) és un músic i estatunidenc. Ha treballat com intèrpret, compositor, cantautor i productor.

## Biografia
Brion va néixer a Nova Jersey. Prové d'una família de músics. La seva mare, LaRue, era assistent i cantant, i el seu pare, Keith Brion, era un director de banda a Yale. El germà i la germana es van convertir respectivament en compositor / arreglista i violinista. Brion va tenir dificultats a la Hamden High School i als 17 anys va optar per dedicar-se a la seva carrera com a músic.
Brion és un compositor de banda sonora amb èxit i treballa freqüentment per al director Paul Thomas Anderson, amb qui té una relació de treball preferent. També va contribuir a la música de Boogie Nights.
En particular, en les seves bandes sonores, Brion és conegut per la seva utilització dels primers instruments semi-electrònics, com el Chamberlin (instrument musical), Chamberlin i optigan, per crear emulacions realistes de diversos instruments.
Va guanyar el premi Grammy a la millor banda sonora pel seu treball en Magnolia el 1999 i en Eternal Sunshine of the Spotless Mind  de 2004.
Brion va ser contractat a l'últim moment per escriure la música escènica per a  Atrapada . També va escriure bandes sonores per a les pel·lícules  I Heart Huckabees ,  Drunk of love ,  Germans per pebrots  (amb l'ajuda del company músic Chris Thile) i Synecdoche, Nova York. També va fer la composició en directe per a un comentari musical al DVD de  Germans per pebrots .

## Bandes Sonores
- Sidney (1996)
- Magnòlia (1999)
- Punch-Drunk Love (2002)
- Eternal Sunshine of the Spotless Mind (2003)
- Estranyes coincidències (I Heart Huckabees) (2004)
- The Break-Up (2006)
- Synecdoche, New York (2008)
- Germans per pebrots (2008)
- Glago's Guest (2008)